# Призматичний грохот
Призматичний грохот, призматичний барабанний грохот (бурат) — грохот, робоча поверхня якого складається з шести або восьми плоских сит, що створюють бокову поверхню у формі призми або зрізаної піраміди.
Знайшли застосування у старательській практиці.